# Inachus dorsettensis
La araña escorpión de mar (Inachus dorsettensis) es una especie de crustáceo decápodo de la familia Inachidae.

## Descripción
El caparazón mide 3,5 cm como máximo y frecuentemente se encuentra cubierto por esponjas o hidroides. Presenta un dorso muy espinoso. El rostro es corto y la zona ventral tiene 4 pequeñas protuberancias anteriores. Su coloración es pardo rojiza en el dorso, mostrando los machos los quelípedos de color rosa o violeta.

## Distribución y hábitat
Es una especie marina, propia del Atlántico nororiental, desde Noruega hasta el Sahara Occidental, así como del mar Mediterráneo. Frecuente sobre colonias profundas de algas, de entre 10 a 40 m, menos común sobre fondos sedimentarios de hasta más de 100 m.